# Flyulykken på Kebnekaise 2012
Flyulykken på Kebnekaise fandt sted den 15. marts 2012, da et Lockheed Martin C-130 Hercules (militært transportfly fra det norske luftvåben) styrtede ned i den vestlige del af Kebnekaise. Flyet forsvandt fra radaren, da det fløj over Kebnekaise-bjergmassivet nær Kiruna i det nordligste Sverige. Alle fem ombordværende omkom.
Flyet fra 335 skvadron blev meldt savnet, da det ikke ankom til Kiruna lufthavn efter planen på sin flyvning fra Evenes flystasjon. Den sidste radarkontakt var kl. 14:55, omtrent 80 km vest for Kiruna, nær Kebnekaise. Flyet var med i militærøvelsen Cold Response og havde fem personer om bord under flyvningen. Luftforsvaret hentede de tre andre Hercules-fly hjem.
På grund af ekstremt dårlig sigtbarhed i området på ulykkesdagen blev søgningen efter flyet vanskeliggjort. Ofte var der kun en sigtbarhed på 5 meter. De første fund af mulige vragdele blev gjort fredag den 16. marts. Baseret på yderligere fund i nærheden af gletsjerne, Rabots glaciär og Björlings glaciär, erklærede de svenske myndigheder den 17. marts, at eftersøgningen efter overlevende var afsluttet.

## Omkomne
- Kaptajn Ståle Garberg, kaptajn.
- Oberstløjtnant Truls Audun Ørpen, 2. pilot og eskadrillechef.
- Kaptajn Bjørn Yngvar Haug, loadmaster.
- Kaptajn Siw Robertsen, loadmaster.
- Kaptajn (midl.) Steinar Utne, flysikofficer.[2]

## Flyet
Det involverede fly var et Lockheed Martin C-130J-30 Super Hercules, et fire-motors turboprop militært transportfly. Flyet var et af det fire fly, som det norske forsvar havde erhvervet mellem 2008 og 2010. Det var navngivet "Siv" efter gudinden Sif. De andre Hercules-fly har også gudindenavne: Frigg, Idunn og Nanna.

## Styrtet
Flyet forlod Evenes Lufthavn, kl. 13:40 og skulle efter planen ankomme til Kiruna Airport 14:30. Flyet deltog som et led i den internationale militærøvelse "Cold Response", som også involverede styrker fra Storbritannien, Canada, Danmark, Frankrig, Nederlandene, Sverige og USA. Flyet havarerede på en vestvendt fjeldvæg nær toppen af Kebnekaise, Sveriges højeste bjerg. Ifølge en talsmand fra politiet, eksploderede flyet på grund af en nedstyrtning, hvilket så startede en lavine. De jordiske rester blev senere fundet i området.
Radaroptagelser viser, at flyet de sidste 50 km før styrtet holdt en ret kurs som planlagt. Optagelserne viser ikke tegn på, at flyet fløj taktisk (lavtflyvning), selvom det kunne indgå i øvelsen – alt efter vejrforholdene. Radarhøjdemålingerne er endnu ikke frigivet, og undersøges af havarikommissionen.

## Tidslinje
- 14:30 Det norske Hercules-fly letter fra Evenes i Nordnorge, på vej mod Kiruna, Sverige.
- 14:43 Radiokontakt med flyet.
- 14:5x Kontroltårnet i Kirunas lufthavn får den sidste radiokontakt og radarobservation med flyet. Den nøjagtige tid, eller detaljerne om samtalen er endnu ikke offentliggjort.[17]
- 14:56 Den sidste radarobservation af flyet finder sted vest for Kebnekaise, af en civil radar (Kiruna, afstand 75 km) i 2300 meters højde. En militær radar i Sørreisa (afstand 130 km) registrerer den samtidig.[18]

## Efterspillet
Efter ulykken blev en eftersøgning sat i gang af den svenske redningstjeneste, men sne, vind og dårlig sigtbarhed, forhindrede en rekognoscering fra helikoptere. Den 17. marts blev søgningen efter overlevende afblæst.
Herefter blev der alarmeret dels mandskab på landjorden, men også danske og svenske redningshelikoptere, samt et norsk P-3 Orion og amerikansk AWACS blev anvendt til at søge efter flyet i området.
Området blev under eftersøgningen karakteriseret som svært tilgængeligt med ca. 40 km til nærmeste farbare vej, mange klipper, gletsjere og desuden lavinefare. Desuden blæste det kraftigt med snefygning til følge. Disse forhold medvirkede til, at det var svært at gennemføre eftersøgningen.
Den 16. marts kl. 16:00 (Central European Time), opdagede det norske Orion-fly, som deltog i eftersøgningen, en orange eller rød genstand i Kebnekaise-bjergkæden.  Danske helikoptere forsøgte at lokalisere og identificere genstanden, men på grund af vejrforholdene, blev eftersøgningen afblæst, før eventuelle fund kunne opdages.
Der er fundet tusindvis af vragdele og rester på stedet. Nogle af vragdelene, havde brændemærker, og lugtede af petroleum. Optagelser, fra det norske Orion-fly viste, hvad der syntes at være sod og aske spredt ud på siden af bjerget.
Ved anvendelse af hunde blev de menneskelige rester fundet, og de skal senere udsættes for en DNA-test, og efterfølgende, den 17. marts, blev eftersøgningen, efter overlevende indstillet, da man mente at alle 5 var omkommet, og at flyet var blevet ødelagt, hvilket gjorde, at man fokuserede på en undersøgelse af ulykken.
Den igangværende undersøgelse ledes af den svenske havarikommision, i samarbejde med den norske havarikommision. Flyet menes at være blevet fuldstændigt ødelagt ved styrtet, samt den efterfølgende eksplosion, og den 22. marts begyndte arbejdet med at flytte vragdelene til den midlertidige base i Nikkaluokta nær nedstyrtningstedet, via en flyhangar i Kiruna Airport, men indsatsen var stadig hæmmet af de ugunstige, vejrforhold samt opdagelsen af yderligere sprækker i gletsjeren, hvor nogle af vragdelene er landet.
Efter at eftersøgningen blev indstillet, begyndte man i stedet at arbejde på at få transporteret de mange redningsfolk ned igen.
I august 2012 fandt det svenske forsvar den ene sorte boks, "Cockpit Voice Recorder", 100 m fra ulykkesstedet. Den blev sendt til eksperter i Storbritannien. Senere fandt man også den sidste sorte boks, "Flight Data Recorder", der registrerer flyvehastighed, flyvehøjde, kurs, flyets hældning/krængning m.m.

## Havarikommissionens rapport
Hercules-flyet var udstyret med TAWS (Terrain Awareness and Warning System), der er et system der ud fra en database advarer besætningen mod bjerge. Et andet system GCAS (Ground Collision Avoidance System), anvender en radarhøjdemåler, men den kan ikke advare mod stejlt terræn. TAWS kan indstilles på "taktisk flyvning", men det er kommet frem at det ikke virker nord for 60. breddegrad. Denne indstilling er normalt mere detaljeret end i den normale indstilling.
Havarikommissionen har fløjet samme rute som ulykkesflyet med TAWS i 'tactical mode', og blev ikke advaret om Kebnekaise.

## Omkomne
I alt fem personer (en besætning på fire, plus en ekstra officer) var om bord på flyet, da det styrtede ned. De var alle officerer fra Luftforsvaret og "blandt de mest erfarne" i det norske militær, ifølge lederen af de norske væbnede styrker. Navnene på de savnede blev frigivet af militæret den 16. marts, 2012.